# Knjige u 2013.
◄◄ | ◄ | 2010. | 2011. | 2012. | 2013.  | 2014. | 2015. | 2016. | ► | ►►
Arhitektura • Astronautika • Astronomija • Biologija • Film • Fotografija • Glazba • Kazalište • Kemija • Kiparstvo • Knjige • Književnost • Kršćanstvo • Meteorologija • Medicina • Planinarstvo • Politika • Pravo • Promet • Slikarstvo • Strip • Šport • Televizija • Znanost • Zrakoplovstvo • Željeznički promet
Knjige u 2013.

## Hrvatska i u Hrvata

### 1, 2, 3, ...
- 10 dana - putovanje koje mijenja život, Kristina Bulešić. Nakladnik: Inspiracija. Broj stranica: 144. Publicistika, Duhovna literatura i Self-Help. ISBN 978-953-57737-0-2
- 12 stolica, Iljf i Petrov. Prevoditelj: Zlatko Crnković. Nakladnik: Šareni dućan. Broj stranica: 350.  Beletristika. ISBN 953-6683-41-5

### A
- A sad… radost i veselje!, Mirjana Krizmanić. Nakladnik: V.B.Z. Broj stranica: 180. Psihologija. ISBN 978-953-304-528-3
- Afrička ljubavna priča, Daphne Sheldrick. Nakladnik: Dvostruka duga. Broj stranica: 400.  Publicistika. ISBN 978-953-287-107-4
- Anđeoska poruka nade, Lorna Byrne. Prevoditelj: Sanja Ščibajlo. Nakladnik: Naklada Ljevak. Broj stranica: 176. Duhovna literatura i Self-Help. ISBN 978-953-303-568-0
- Angelopolis, Danielle Trussoni. Prevoditelj: Ivana Šojat-Kuči. Nakladnik: Naklada Ljevak. Broj stranica: 296. Horor, fantastika i SF. ISBN 978-953-303-587-1
- Atlas života III., Dubravko Detoni. Nakladnik: Fraktura. Broj stranica: 1008. Publicistika. ISBN 978-953-266-466-9
- Autobiografija Malcolma X-a, Alex Haley. Prevoditelj: Martina Lice. Nakladnik: Nova knjiga Rast. Broj stranica: 476. Biografije i memoari. ISBN 978-953-237-139-0

### B
- Bespoštedne misli, Friedrich Nietzsche. Prevoditelj: Mario Kopić. Nakladnik: Šareni dućan. Broj stranica: 176. Društvene znanosti, Filozofija i religija. ISBN 978-953-320-057-6
- Bez dlake na jeziku, Rujana Jeger. Nakladnik: Naklada Ljevak. Broj stranica: 252. Knjiga o psima. ISBN 978-953-303-616-8
- Bijesne ovce, Katja Lange-Müller. Prevoditelj: Štefica Martić. Nakladnik: Fraktura. Broj stranica: 240. Beletristika. ISBN 978-953-266-472-0
- Bilježnica, Nicholas Sparks. Nakladnik: Profil. Broj stranica: 176. Ljubavni romani. ISBN 978-953-313-217-4
- Bizarne stranice, Urmuz. Prevoditelj: Petru Krdu. Nakladnik: Šareni dućan. Broj stranica: 104. Beletristika. ISBN 978-953-320-052-1
- Bludno smeđa, Hande Altaylı. Nakladnik: Hena com. Broj stranica: 344. Ljubavni romani. ISBN 978-953-259-068-5
- Blues miješane krvi, Esi Edugyan. Prevoditelj: Vida Živković. Nakladnik: Lumen izdavaštvo. Broj stranica: 308. Beletristika. ISBN 978-953-7829-85-8
- Bog nije mrtav, Amit Goswami. Nakladnik: V.B.Z. Broj stranica: 284. Duhovna literatura i Self-Help. ISBN 978-953-304-590-0
- Braća Sisters, Patrick deWitt. Prevoditelj: Dragan Koruga. Nakladnik: Fraktura. Broj stranica: 232. Povijesni romani. ISBN 978-953-266-501-7
- Bridget Jones: Na rubu pameti, Helen Fielding. Prevoditelj: Duška Gerić Koren. Nakladnik: Lumen izdavaštvo. Broj stranica: 364. Ljubavni romani. ISBN 978-953-342-001-1
- Brod u dvorištu, Jurica Pavičić. Nakladnik: V.B.Z. Broj stranica: 248. Beletristika. ISBN 978-953-304-544-3
- Brodolom, Rabindranath Tagore. Prevoditelj: Marko Kukor. Nakladnik: Nova knjiga Rast. Broj stranica: 259. Beletristika. ISBN 978-953-237-153-6
- Buddha ulazi u bar, Lodro Rinzler. Nakladnik: Planetopija. Broj stranica: 220. Duhovna literatura i Self-Help. ISBN 978-953-257-252-0

### C
- Crna pokrajina, Marko Pogačar. Nakladnik: Algoritam. Broj stranica: 76. Poezija. ISBN 978-953-316-651-3

### Č
- Čekajući sreću, Coen Simon. Nakladnik: Naklada Ljevak. Broj stranica: 192. Filozofija i religija. ISBN 978-953-303-605-2
- Češnjak, Penny Stanway. Nakladnik: Planetopija. Broj stranica: 96. Ljepota i zdravlje. ISBN 978-953-257-283-4

### M
- Mala vrtlarica, Kornelija Benyovsky Šoštarić. Izdavač Školska knjiga, 2013. ISBN 978-953-0-60929-7
- Moj sin samo malo sporije hoda, Ivor Martinić. Nakladnik: Fraktura. Broj stranica: 180. Drame. ISBN 978-953-266-532-1

### P
- Priča o teti Mandi, Ivana Pipal. Nakladnik: 2x2. Broj stranica: 56. Strip. ISBN 978-953-567-143-5
- Probudi me kad prođe, Merita Arslani. Nakladnik: Naklada Ljevak. Broj stranica: 200. Beletristika. ISBN 978-953-303-593-2
- Put kojim se rjeđe ide, Morgan Scott Peck. Prevela: Mihaela Velina, Izdavač: Mozaik knjiga, Zagreb. ISBN 978-953-14-1317-6

### T
- Tomislav Buntak, Tomislav Buntak, Branko Franceschi. Nakladnik: Fraktura. Broj stranica: 336. Publicistika. ISBN 978-953-266-386-0

### U
- U Božjem lunaparku. Ratko Mavar. Nakladnik: V.B.Z. Broj stranica: 288. Duhovna literatura i Self-Help. ISBN 978-953-304-463-7

### Z
- Za bebe i djecu 2, Jadranka Boban Pejić. Izdavač: Planetopija. Broj stranica: 196. Zdravlje i ljepota. ISBN 978-953-257-280-3
- Zatvaranje ljubavi, Pascal Rambert. Prevoditelj: Ivica Buljan. Nakladnik: Fraktura. Broj stranica: 104. ISBN 978-953-266-490-4
- Zenon i kornjača, Nicholas Fearn. Nakladnik: Planetopija. Broj stranica: 204. Filozofija i religija. ISBN 978-953-257-262-9
- Zločin i kazna, Fjodor Mihajlovič Dostojevski. Prevoditelj: Zlatko Crnković. Broj stranica: 480. Beletristika. ISBN 978-953-320-061-3

### Ž
- Život Danteov, Giovanni Boccaccio. Prevoditelj: Mate Maras. Nakladnik: Šareni dućan. Broj stranica: 134. Biografije i memoari. ISBN 978-953-320-056-9
- Žudnja za hranom, Doreen Virtue. Nakladnik: Planetopija. Broj stranica: 292. Duhovna literatura i Self-Help, Ljepota i zdravlje,  Psihologija. ISBN 978-953-257-236-0

## Vanjske poveznice
|  | Zajednički poslužitelj ima još gradiva o temi Knjige iz 2013. |